# Alain Calmat
Alain Calmat, född 31 augusti 1940 i Paris, är en fransk före detta konståkare.
Calmat blev olympisk silvermedaljör i konståkning vid vinterspelen 1964 i Innsbruck.
Han tände den olympiska elden för de Olympiska vinterspelen 1968 i Grenoble.